# (5892) Майлздэвис
(5892) Майлздэвис (лат. Milesdavis) — астероид, относящийся к группе астероидов пересекающих орбиту Марса и принадлежащий к светлому спектральному классу S. Он был открыт 23 декабря 1981 года китайскими астрономами в обсерватории Нанкин и назван в честь американского джазового музыканта Майлза Дэвиса.

Орбита астероида Майлздэвис и его положение в Солнечной системе